# Isla Warbah
Isla Warbah (en árabe: جزيرة الوربة) es una isla que pertenece a Kuwait, situada en el Golfo Pérsico, cerca de la desembocadura del río Éufrates. Se encuentra a unos 100 metros al este de la parte continental de Kuwait, a 1,5 kilómetros al norte de la isla de Bubiyan y 1 kilómetro al sur de Irak. Tiene aproximadamente 15 kilómetros de largo y 5 kilómetros de ancho con una superficie total de 37 kilómetros cuadrados. 
La isla no tiene habitantes permanentes, aunque el gobierno kuwaití mantiene un puesto de guardacostas, llamado M-1, que está parcialmente financiado por la Naciones Unidas.
En noviembre de 1994, Irak aceptó formalmente la frontera delimitada por la ONU con Kuwait.
Cerca de la isla, a principios de diciembre de 2002, en el período previo a la invasión de Irak, un buque iraquí abrió fuego contra dos botes patrulla de guardacostas de Kuwait, haciendo que colisionasen y causando varios heridos.